# Саратан II
Малик Саратан, также Саратан II или Сиртан II — аварский нуцал, сын и наследник Амир-Султана.

## История
После 24-летней борьбы с Кайтагским уцмийством и Казикумухским шамхальством под давлением экономической необходимости аварцы вынуждены были постепенно вернуться к исламу. В годы правления Малик Саратана аварцы вмешались в борьбу Кумуха с претендентами на кайтагский престол, окончившуюся их победой.
События, изложенные в «Тарих-Дагестан», упоминают Саратана: 

Зеркало согласия между князьями Кумуха и Хайдака было разбито усилиями сатаны… Те из потомков князя — мучеников (Хамза), которые в продолжении этих беспокойств были живы из числа владетелей хайдакских, а именно Мухаммед-Хан, Амир-Хан и Амир Хамза нашли убежище у повелителей Аварии и обязались клятвой быть их союзниками… Тут произошли между ними и князьями кумухскими страшные войны и адские распри. Царь аварский послал письмо и посланников, избранных из числа мудрых и красноречивых людей, к Султану Каутар-Шаху в страну турок, жители которой приняли ислам ещё во время Омара, сына Хаттаба, и предложили союз и дружбу, согласно законам соседства и на условиях взаимной помощи в войнах со своими врагами и недоброжелателями. Такой союз был основан с обеих сторон на дружбе, согласии и братстве. Каутар-Шах взял прекрасную дочь царя аварского в жены своему сыну Султану Кай-Каду, а прелестную сестру последнего выдал за Саратана — сына царя аварского… Каутар-Шах тогда повёл своих турок с востока, а Саратан с князьями хайдакскими направил войска аварские с запада против Кумуха, куда они прибыли во вторник первого рамазана в дни Наджмуддина.
Далее: 

Саратан и Каутар опустошили Кумух… и все князья Кумухские, происходящие от Хамзы, рассеялись по разным частям света.— 
После этих событий Каутар-шах и Саратан вернулись каждый в свои земли и вилаяты. Дела потомков Хамзы и Аббаса стали такими, как было уже упомянуто, а дата этих событий — 718 по хиджре, то есть 1318—1319 годы. Эти потомки имели на руках старые тексты и древние исторические записи. Так обстояло дело. [Таким образом], все правители горных районов происходят из рода детей Хамзы и детей Аббаса, исключая только султанов Авара, которые из рода султанов урус. И нет в их стране (Авар) ни одного коренного мусульманина. В других дагестанских вилаятах население представляет собой смесь коренных мусульман и тех, среди которых распространен ислам. Дагестанский ученый Б. Г. Малачиханов показал, что под этим годом следует понимать не время похода объединенных сил на Кумух, а время составления самой хроники.
На самом деле произошло это в 637 году по хиджре (около 1240 года). Запись на полях одного из списков «Дербенд-наме» сообщает об этом с некоторыми подробностями: «Разрушение Гумика произошло в понедельник месяца рамадан, во времена Наджм ад-Дина, и погибло смертью воителей за веру все войско Гумика, кроме тысячи тридцати трех воинов, [в] шестьсот тридцать седьмом году». Описанные в «Тарих Дагестан» события представляется, таким образом, возможным датировать месяцем рамадан 637 г. хиджры, то есть мартом 1240 г. Учитывая упоминание в хронике в связи с указанными событиями термина «тюрк», а также наличие надписей на камне о приходе монгольских войск осенью 1239 г. в аул Рича, что в километрах 60 к югу от Кумуха, можно говорить, что разгром Кумуха, описанный в «Тарих Дагестан», был учинен монгольским отрядом, поддержанным войсками соседних с Кумухом областей — Аварии и Кайтака. Лавров также считая дату 1240 год, предлагает взятие Кумуха началом апреля.
В Хронике Ирхана, в связи с вторжением Тамерлана, упоминается править Ирхана — Ариф-хан, утверждается, что он старший брат харкана(хакана?) Хакан-шаха, и приводится его родословная, в которой упоминается некий Каутаршах: «Ариф-хан, (сын Султан-хана, сына Хаджар-хана, сына Аббас-хана, сына Зафир-хана,) сын Амир-хана, сына Турарав-бека, сына Сарисанфаш-шаха, сына Кадирфаш-хана, сына Каутар-шаха, сына Адах-шаха (Адил-шаха)».
Очевидно в это время в руки нуцала попали земли, примыкающие к Левашинскому плато. Здесь были основаны населенные пункты Огли, Чогли, Хахита, Кутиша, Урма, Кулецма и др. К этому времени следует отнести и сообщение о ярлыке одного из Золотоордынских царевичей, выданном нуцалу. С ним связана легенда о народном восстании против нуцала. Изгнанный нуцал обратился за помощью к монголам и, получив от них ярлык и военное подкрепление против своих земляков, вернул себе власть.